# Baileys Irish Cream
Baileys Irish Cream è un liquore a base di whiskey irlandese e crema di latte fabbricato dalla R. A. Bailey & C. di Dublino, società facente capo alla multinazionale del settore delle bevande alcoliche del Regno Unito Diageo. Il suo tasso d'alcool è pari al 17%. Baileys è la creazione di IDV (International Distillers and Vintners) e di I&M, una società di sviluppo di nuovi prodotti. Jago e David Gluckman, i protagonisti della nascita di questo brand, da allora hanno creato molte altre bevande e prodotti, in particolare il liquore di crema Jago's, lanciato nel 2004.

## Storia
Nel 1971 la Gilbeys of Ireland, azienda irlandese distributrice di alcolici sussidiaria della ID&V, iniziò le ricerche per sviluppare un prodotto innovativo da esportare per sfruttare il regime fiscale messo in atto dal governo irlandese per incentivare e supportare l'economia dell'isola.
I primi progetti erano indirizzati verso un liquore tradizionale zuccherino e caldo, ma non furono troppo convincenti.
Nel maggio del 1973 l'azienda incaricò due agenti pubblicitari indipendenti, il sudafricano David Gluckman e il copywriter inglese  Hugh Reade Seymour-Davies di sviluppare un'idea: le uniche indicazioni furono che il prodotto dovesse essere alcolico e che contenesse un quantitativo di whiskey non troppo elevato in quanto  l'azienda non aveva solide relazioni collaborative con le distillerie irlandesi..  Gluckman, che era tra gli ideatori del marchio di prodotti caseari Kerrygold, suggerì di utilizzare un latticino, prodotto tipico irlandese e Seymour-Davies propose di unire la crema di latte con il whiskey. Comprarono subito la crema e una bottiglia di Jameson al supermercato più vicino e, dopo un primo esperimento, vi aggiunsero zucchero e cacao in polvere Cadbury. L'idea fu realizzata in 45 minuti. Il prodotto venne rapidamente sottoposto al giudizio del committente, Tom Jago, che ne fu subito entusiasta. Il prodotto venne quindi sviluppato ulteriormente nei laboratori di Harlow della Gilbeys, da una squadra tecnica capitanata da Alan Simpson e Mac MacPherson, al fine di migliorare la miscela e la conservazione.
Nel frattempo Gluckman, Seymour-Davies e Jago svilupparono il marchio e la confezione. Dopo due limitatissime ricerche di mercato, nel novembre del 1973, il team volò in Irlanda e propose il prodotto all'amministratore delegato della Gilbeys, David Dand, e al direttore marketing Keith McCarthy-Morrogh, i quali approvarono il progetto. Dopo alcune piccole modifiche, il prodotto venne presentato al pubblico nel luglio del 1974 con una festa tenutasi al Taylors' hall di Dublino. Il prodotto venne lanciato sul mercato. Nel Regno Unito non ebbe molto successo, in quanto veniva promosso come alternativa all'Advocaat e mescolato con limonata. Fu invece negli Stati Uniti e, soprattutto, in Australia, che il prodotto spopolò.

## Marchio
L'idea per la commercializzazione del Baileys è stata studiata dai creatori David Gluckman, Hugh Reade Seymour-Davies e Tom Jago mentre i laboratori di Harlow perfezionavano la ricetta. Il concetto attorno a cui ruota il Baileys è la tradizione irlandese. Negli anni successivi, nonostante piccole modifiche di carattere estetico, il concept è rimasto fondamentalmente invariato. 

### Nome
Il nome Baileys deriva da un ristorante ubicato nei dintorni di Greek Street a Londra, il Baileys Bistro; il proprietario, John Chesterman, acconsentì all'uso di tale nome. Gluckman, Seymour-Davies e Jago scelsero tale nome in quanto suonava anglo-irlandese (un nome prettamente irlandese sarebbe suonato troppo eccentrico), e, secondo la moda del marketing dell'epoca, era un cognome e non un nome di luoghi o oggetti. Il nome completo iniziale era Bailey's Irish Cream Chocolate Liqueur ma venne semplificato, prima della messa in commercio, nell'attuale Baileys Irish cream.

## Prodotto

Logo utilizzato fino al 2013

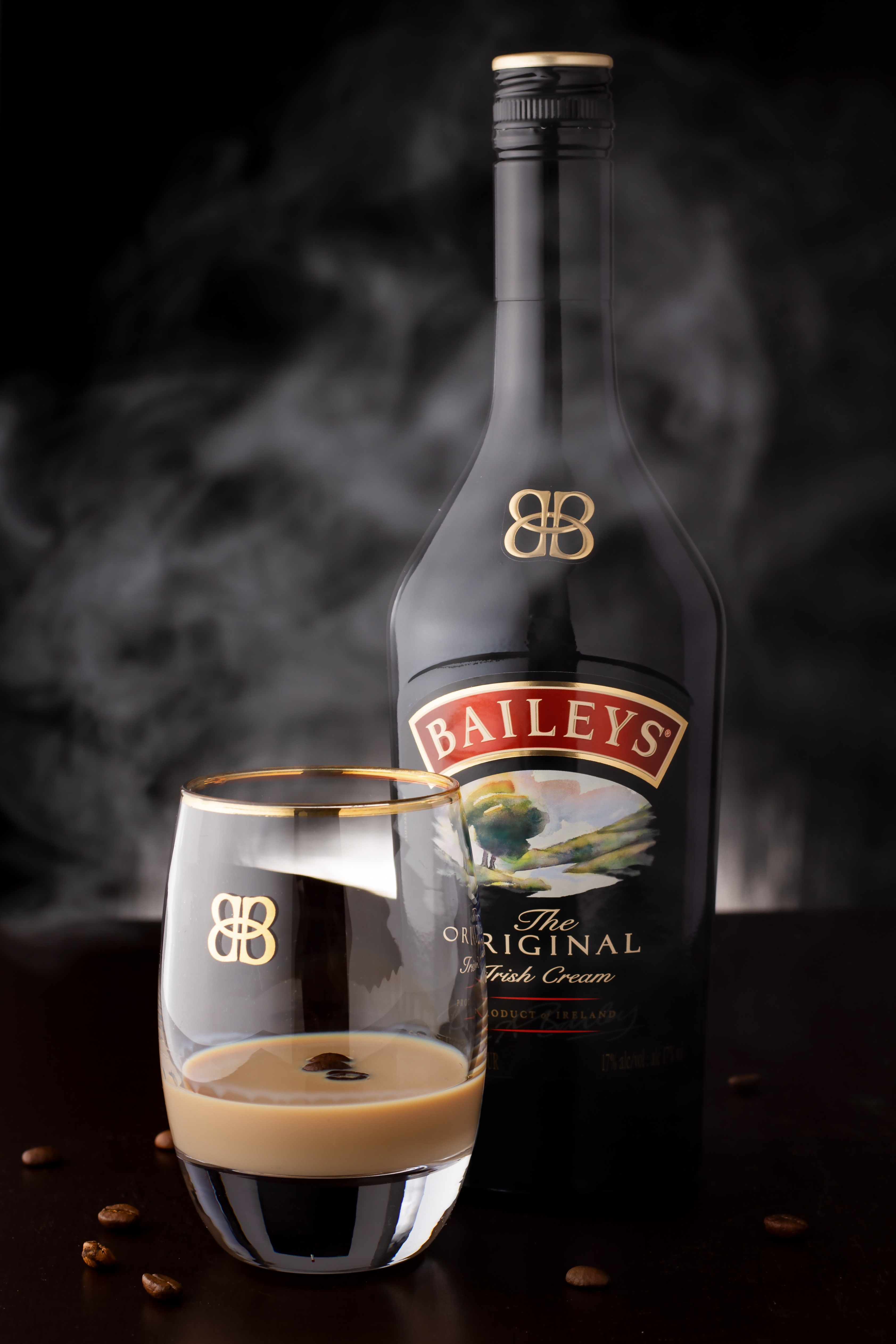
Un bicchiere di Baileys con ghiaccio

Il Baileys è una crema di whiskey densa e corposa dal color maggese brillante; il profumo è di crema e di toffee, con aromi di mandorla e di nocciola; il gusto è morbido e zuccherato.
Oltre l'80% degli ingredienti è di origine irlandese: la crema di latte, fornita da due aziende, è prodotta con latte di circa 40.000 vacche allevate in 1500 fattorie della costa orientale irlandese; il whiskey irlandese, fornito dalla The Old Midleton Distillery della Contea di Cork, è una miscela di tre whiskey. Entro 36 ore dalla mungitura, la crema di latte viene mescolata al whiskey, dopodiché vengono aggiunti gli aromi: cacao, vaniglia, caramello e zucchero. Le sedi di produzione si trovano a Dublino e a Newtownabbey
Secondo il fornitore, il Baileys ha una durata di imbottigliamento di 24-30 mesi, conservata a una temperatura variabile fra i 0° e i 25° (32-77 °F), lontana da fonti di luce.

## Varietà

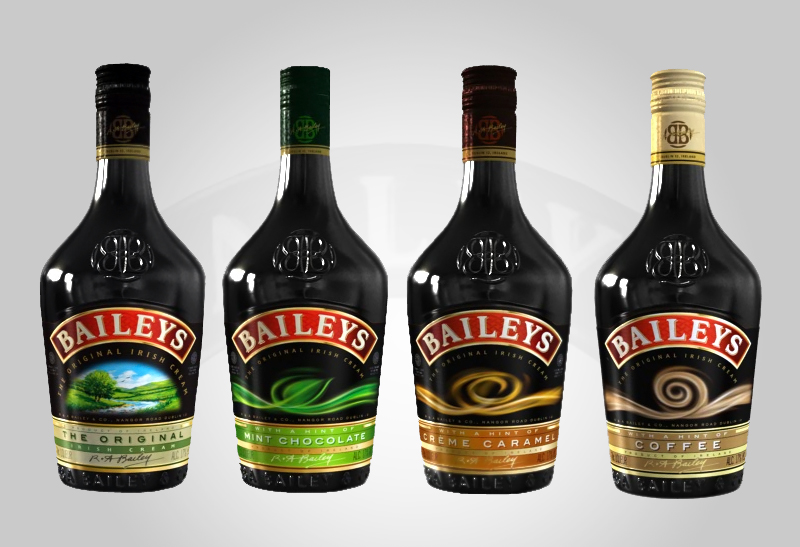
Baileys Original, Mint Chocolate, Creme Caramel e Coffee

Oltre all'originale, il marchio propone alcune varianti del liquore:
- Baileys Glide (2003-2006): lanciata sul mercato nel 2003, la bevanda meno gustosa e più lunga con 4.0% ABV (Volume di alcool, una misura del contenuto di alcool delle bevande alcoliche), per puntare sul mercato dell'alcolpop, bevande a bassa gradazione alcolica. La vendita del prodotto è stata interrotta nel 2006.
- Baileys Mint Chocolate (2005): durante il periodo pre-natalizio del 2005, la Baileys propone nei duty free degli aeroporti britannici la variante con menta e cioccolato; la distribuzione di massa ebbe inizio nei primi mesi del 2006. In questa variante, alla ricetta originale, vengono aggiunti cioccolato fondente e menta.
- Baileys Crème Caramel (2005): durante il periodo pre-natalizio del 2005, la Baileys propone nei duty free degli aeroporti britannici la variante con crème caramel; la distribuzione di massa ebbe inizio nei primi mesi del 2006. In questa variante, alla ricetta originale, è aggiunto il crème caramel.
- Baileys Coffee (2008): ripetendo le campagne di marketing precedenti, questa variante venne dapprima presentata negli aeroporti inglesi, per poi sbarcare sul mercato mondiale dal 28 febbraio; alla ricetta originale viene aggiunto il caffè.
- Baileys Chocolate Luxe (2013): variante di liquore Baileys con cioccolato belga amaro. Il progetto fu ideato da Anthony Wilson nel 2010, necessitando di tre anni e la sperimentazione di oltre 840 diverse ricette. Il liquore è stato lanciato sul mercato nell'agosto del 2013 con un evento tenuto alla Dennis Severs' House di Londra, organizzato in collaborazione con i cuochi della Bompas & Parr e la pasticcera Lily Vanilli.[4] A partire dal 2014 viene proposta periodicamente un'edizione limitata, la Gold Edition, presentata in bottiglie da 50 cl color oro.
- Baileys Almande (2018): è una variante del Baileys tradizionale realizzata con una crema di latte di mandorla fatta con oli ed essenze di mandorle tritate, zucchero di canna, acqua pura e una vera vaniglia al posto del classico latte di vaccino.[5]

### Pasticceria
L'azienda ha proposto nel tempo diversi prodotti dolciari con, alla base, il liquore Baileys.
- Baileys Chocolate Twists (2008): wafer di cioccolato di forma rotonda ripieni di crema al liquore Baileys e ricoperti di cioccolato al latte.[6]*
- Baileys Truffle (2008): bustine di praline di cioccolato ripiena di crema al liquore Baileys.[7]
- Baileys Truffle Bar (2008): barra di cioccolato ripiena di crema al liquore Baileys.[8][9]
- Baileys Chocolate Collection in box (2008): scatole di cioccolatini ripieni di crema al liquore Baileys. Come tutti i prodotti della linea di cioccolateria di Baileys sono prodotti dall'azienda irlandese Lir Choccolates Ltd.[10]
- Baileys Eclairs e Profiteroles (2018):  Bignè e paste ripiene di crema al liquore Baileys ricoperte di crema al cacao. Sono vendute in confezioni da sedici pezzi e fanno parte della gamma premium dessert di Baileys e vengono prodotte dall'azienda olandese Van Diermen Masterbakers, specializzata in produzioni pasticcerie di fascia alta.[11]
- Baileys Original Ice Cream Sandwiches (2018): biscotto gelato ripieno di crema variegata con liquore Baileys.[12]
- Baileys Secret Chocolate Ice Cream (2018): gelato alla crema Baileys variegata al cioccolato.[13][14]
- Baileys Original Ice Cream Petites (2019): gelati petite (con stecco) con copertura al cioccolato e ripieni di crema variegata al liquore Baileys.[15]